# 김호선
김호선(金鎬善, 1941년 3월 9일 ~ )은 대한민국의 영화 감독이다.

## 생애
함경남도 북청 출신. 동북고등학교 졸업. 경희대학교 중퇴. 1974년 영화 '환녀'로 감독 데뷔. 2007년부터 한국영화감독협회 상임고문.

## 작품

### 감독
- 1974년 《환녀》
- 1975년 《영자의 전성시대》
- 1977년 《겨울여자》
- 1981년 《세번은 짧게 세번은 길게》
- 1989년 《서울 무지개》
- 1990년 《미친 사랑의 노래》
- 1991년 《사의 찬미》

### 제작
- 1974년 《환녀》
- 1986년 《수렁에서 건진 내딸》
- 1991년 《사의 찬미》
- 1993년 《아담이 눈뜰 때》
- 1997년 《애니깽》

## 수상
- 1976년 제5회 현대 영화 비평가그룹 감독상
- 1977년 제6회 현대 영화 비평가그룹 감독상
- 1978년 제14회 백상예술대상 영화부문 감독상
- 1981년 제2회 한국영화평론가협회상 감독상
- 1989년 제25회 백상예술대상 영화부문 감독상
- 1989년 제25회 백상예술대상 영화부문 작품상
- 1989년 제25회 백상예술대상 영화부문 대상
- 1989년 제27회 대종상 감독상
- 1989년 제9회 한국영화평론가협회상 감독상
- 1990년 제35회 아시아태평양영화제 감독상
- 1991년 제2회 춘사대상영화제 최우수작품상
- 1991년 제12회 청룡영화상 최우수작품상
- 1992년 제30회 대종상 감독상
- 1996년 제34회 대종상 감독상
- 1996년 제34회 대종상 최우수작품상